# Herstappe
Herstappe és un municipi belga de la província de Limburg a la regió flamenca. Amb menys de 100 habitants, és el municipi més petit del regne. Com que és un municipi de majoria de parla neerlandesa amb facilitats per a la minoria francesa (vegeu subdivisions de Bèlgica), no es pot fusionar amb cap municipi limítrof que no tingui el mateix estatut lingüístic.

## Història

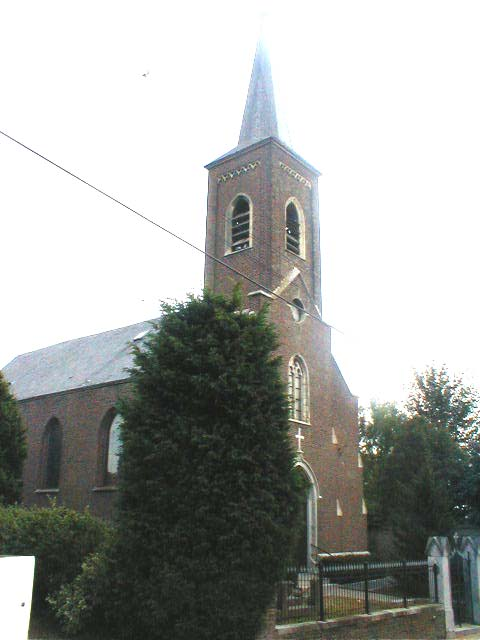
Església

En aquesta regió, la frontera lingüística romano-germànica es va moure uns kilòmetres avall, uns amont des de l'era romana. Del segle xiv al xvi, els actes judicials de Herstappe es van redactar en való, al segle xvii es redacten en la variant limburguesa del neerlandès.
| Any  | persones de parla valona | persones de parla neerlandesa |
| 1846 | 126                      | 9                             |
| 1866 | 121                      | 23                            |
| 1880 | 104                      | 20                            |
| 1900 | 65                       | 76                            |
| 1920 | 71                       | 57                            |
| 1930 | 51                       | 63                            |

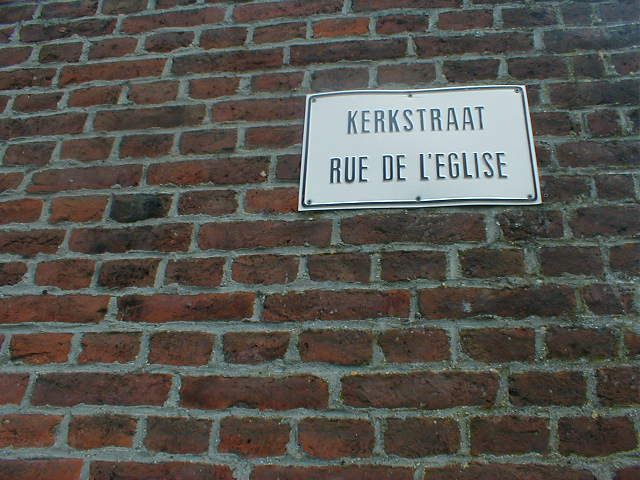
Kerkstraat
Rue de l'Église
en való "li voye do Moustî"

Aquesta taula mostra com petits municipis podien oscil·lar d'un costat de l'altre de la frontera lingüística: uns casaments, uns emigrants… i la majoria canvia.
Certs historiadors qüestionen la validat de les dades sociogràfiques quant a la llengua parlada a l'Estat belga del segle xix. Aleshores hi havia una gran pressió a la gent per a declarar-se de parla francesa. Vegeu, per exemple, les paraules del primer primer ministre Charles Rogier del 1832. Ambdós, investigadors i ciutadans havien doncs interès a reportar dades que corresponien a la política del govern.
El 1831, era part de la província de Lieja. El 1935, el municipi ha estat incorporat a la província de Limburg. Només l'any 1963, la frontera lingüística es va fixar de manera permanent.